# Andizjan (provins)
Andijan (Uzbekiska: Andijon viloyati / Андижон вилояти) är en viloyat (provins) i Uzbekistan. Den gränsar till Kirgizistan samt provinserna Fergana och Namangan. Provinsen har uppskattningsvis 1 899 000 invånare och en yta på 4 200 km². Huvudorten är Andijan

## Distrikt
Provinsen är indelad i 14 administrativa tuman (distrikt) med huvudort inom parentes:
1. Andizan (Kuyganyor)
2. Asaka (Asaka)
3. Baliqchi (Baliqchi)
4. Buloqboshi (Buloqboshi)
5. Bo`z (Bo`z)
6. Jalolquduq (Oxunboboyev)
7. Izboskan (Poytug`)
8. Marhamat (Marhamat)
9. Oltinko`l (Oltinko`l)
10. Paxtaobod (Paxtaobod)
11. Ulug`nor (Oqoltin)
12. Xo`jaobod (Xo`jaobod)
13. Shahrixon (Shahrixon)
14. Qo`rg`ontepa (Qo`rg`ontepa)